# Helman Palije
Helman Palije (ur. 24 czerwca 1967) – malawijski bokser wagi średniej, olimpijczyk.
Reprezentował swój kraj w boksie na Letnich Igrzyskach Olimpijskich 1988, zajmując 17. miejsce. Przegrał pierwszą walkę z późniejszym złotym medalistą Henrym Maske reprezentującym Niemiecką Republikę Demokratyczną.